# Vemana geyserensis
Vemana geyserensis is een vlokreeftensoort uit de familie van de Vitjazianidae. De wetenschappelijke naam van de soort is voor het eerst geldig gepubliceerd in 1986 door Ledoyer.